# Индрик, Павел Владимирович
Павел Владимирович Индрик (29.07.1888 — 03.02.1967) — советский учёный, специалист в области механических измерений и поверочного дела, конструктор, изобретатель грузопоршневых манометров.

## Биография
Родился в с. Подубиссы (Литва).
Окончил 3 курса Петербургского технологического института (1911—1914) и Метрологические курсы при ВНИИМ им. Менделеева.
Служил в РККА (1918—1921). Затем два года — производитель работ в губернской Военно-инженерной дистанции в Нижнем Новгороде.
С 1923 по 1964 год работал в Главной палате мер и весов — ВНИИМ им. Д. И. Менделеева в должностях от поверителя до старшего научного сотрудника. Во время войны — житель блокадного Ленинграда.

## Научная деятельность
Автор многих новых приборов, в том числе:
- создал первые серийные мановакууметры;
- Разработал и внедрил в практику грузо-поршневые манометры избыточного давления до 2500 атм. (манометры Индрика).

Для московского завода «Тинцветметалл» создал новый метод испытания прочности красномедных труб и изготовил необходимую аппаратуру (1930—1931).
Автор пособия: Единица давления, её воспроизведение и передача от эталона к рабочим приборам [Текст] : Автореферат дис. на соискание учен. степ. канд. техн. наук / лауреат Сталинской премии П. В. Индрик ; М-во финансов СССР. Гл. палата мер и измер. приборов СССР. Всесоюз. науч.-исслед. ин-т метрологии им. Д. И. Менделеева. — Ленинград : [б. и.], 1954. — 8 с.; 20 см.

## Награды и звания
Кандидат технических наук (1954).
Сталинская премия 1952 года — за создание и внедрение образцовых приборов и установок для измерения усилий и давлений.